# Tropidia angustifolia
Tropidia angustifolia är en orkidéart som beskrevs av C.L.Yeh och C.S.Leou. Tropidia angustifolia ingår i släktet Tropidia och familjen orkidéer. Inga underarter finns listade i Catalogue of Life.